# 南梁州
南梁州，中国古代的州。
- 南朝梁大同元年（535年）改北梁州置南梁州，治所在西城县（今陕西安康市西北四里汉水北岸中渡台）。辖境相当今陕西省安康、洋县等市县及湖北省郧阳。西魏废帝元年（552年）改東梁州。
- 南朝梁天监八年（509年）置南梁州，治北巴西郡（治今四川阆中市）。辖境相当今四川省阆中市及巴中市西南部。西魏废帝时改隆州。
- 南朝梁置，治所在南安县（今四川剑阁县）。后改为安川。《寰宇记》卷84剑州：“以在梁州之南故也。”辖境相当今四川剑阁县地。梁末改为安州。
- 唐高祖武德四年（621）分隋长沙郡之邵阳县地置南梁州。治邵阳县（今湖南省邵阳市）。辖邵阳、邵陵（今湖南省邵东县周官桥乡黄渡村）、建兴（今湖南省洞口县黄桥镇尧王村）、武冈4县。武德七年（624年），省建兴并入武冈，省邵陵并入邵阳，改辖邵阳、武冈2县，属江南道。唐太宗貞觀十年（636年）改置邵州。

唐朝南梁州刺史
- 萧龄之（626年）